# Pino Cacucci
Pino Cacucci (Alessandria, 1955) es un escritor, guionista y traductor italiano.

## Biografía
Creció en Chiavari, se mudó a Boloña en 1975 para estudiar en DAMS (Discipline delle Arte della Musica e dello Spettacolo). A principios de los años ochenta vivió durante largos períodos de tiempo tanto en París como en Barcelona. Inmediatamente después viaja mucho a América Latina, sobre todo a México, donde también vivió durante largos periodos de tiempo.
Ha publicado numerosas novelas y ensayos.
Es particularmente intensa su actividad como traductor.

## Novelas
- Outland rock (Transeuropa, 1988. Ristampato da Mondadori nel 1991. ripubblicato da Feltrinelli nel 2007Vagabondaggi (Feltrinelli, 201Mahahual Archivado el 14 de julio de 2014 en Wayback Machine. (Feltrinelli, 2014).
- Puerto Escondido (Interno Giallo, 1990. Ripubblicato da Mondadori).
- Tina (Interno Giallo, 1991. Ripubblicato prima da TEA e poi da Feltrinelli).
- San Isidro Fútbol (Granata Press, 1991. Ripubblicato da Feltrinelli nel 1996).
- Demasiado corazón (Feltrinelli, 1999. Premio Giorgio Scerbanenco del Noir in Festival di Courmayeur).
- Ribelli! (Feltrinelli, 2001) Premio Speciale Fiesole.
- Gracias México (Feltrinelli, 2001).

## Libros traducidos al español
- Demasiado Corazón, Instituto Italiano de Cultura, Ciudad de México, 2016 (traducción realizada por el Laboratorio de Traducción Colectiva del IIC de la Ciudad de México).